# Crise présidentielle de 2019-2022 au Venezuela
La crise présidentielle au Venezuela est une crise politique autour de la légitimité de la présidence du pays depuis le 10 janvier 2019. Elle oppose Nicolás Maduro, président élu en 2013 et réélu en 2018 lors d'élections contestées et auxquelles l'opposition traditionnelle n'a pas participé, et Juan Guaidó président de l'Assemblée nationale depuis le 5 janvier 2019.
Juan Guaidó, à la suite des élections de 2018, considérées comme frauduleuses, et en vertu des articles 233, 333 et 350 de la Constitution du Venezuela qui lui permettent de le faire, déclare la présidence de Maduro illégitime et se proclame président par intérim du pays, jusqu'à la tenue d'élections transparentes. Il est reconnu président par une soixantaine de pays, dont les États-Unis, l'intégralité du Groupe de Lima (hormis le Mexique), et la France, mais n'a pas de pouvoir réel car le gouvernement a ôté à l'Assemblée nationale, où l'opposition est majoritaire depuis les élections législatives de 2015, ses pouvoirs en créant une Assemblée constituante qui siège en parallèle, et qui est entièrement composée de chavistes.
Maduro, pour sa part, est reconnu notamment par la Chine, Cuba, l'Iran, le Mexique et la Russie. Il détient le pouvoir dans les faits grâce au soutien de l'armée. Le 27 mars 2020, Nicolas Maduro et d'autres membres du gouvernement sont officiellement inculpés de « narco-terrorisme » et trafic de drogues par le procureur général américain William Barr, avec une récompense symbolique de 15 millions de dollars pour toute information conduisant à leur capture. On l'accuse notamment d'avoir créé un cartel de drogue dit « Cartel de los Soles », qui se serait donné pour mission d'inonder les États-Unis de cocaïne pour nuire au gouvernement américain, tout en s'enrichissant personnellement. C'est la deuxième fois dans l'histoire qu'un chef d'État est inculpé pour trafic de drogues aux États-Unis, après Manuel Noriega.

## Contexte
Au Venezuela, l'élection présidentielle de mai 2018 a abouti à la réélection du président Maduro. Néanmoins, de nombreuses irrégularités ont été relevées par plusieurs observateurs qui n'ont pas validé l'élection, et différents spécialistes considérèrent que Nicolás Maduro continue de gouverner le pays de façon dictatoriale et que l'élection fut simplement une farce électorale dont on connaissait par avance le vainqueur,,,.
Avant l'élection de mai 2018, début 2016, un nouveau parlement entrait dans l'hémicycle à l'issue de l'élection du 6 décembre 2015 où le chavisme perdait la majorité absolue par surprise. Courant décembre 2015, la majorité sortante désigne ex tempore des nouveaux magistrats de la Cour Suprême de Justice pour ensuite détourner le fonctionnement originel du futur parlement. La première mesure de cette nouvelle Cour Suprême fut d'invalider la majorité qualifiée (constituée de 112/165 de voix à 109/165) en invalidant l'élection de quelques députés et leur remplaçants pour l'État de l'Amazonas du sud du Venezuela, ce qui a provoqué une nouvelle crise institutionnelle en 2016. En 2017, cette même nouvelle Cour Suprême déclara inconstitutionnelle ("en desacato") et réattribua les compétences de l'Assemblée Nationale à la Cour elle-même tout en élargissant les pouvoirs du président ce qui aggrave la crise institutionnelle et dégénère dans une vague de manifestations en 2017 causant la mort d'un peu plus d'une centaine de personnes, des milliers de blessés et presque 3 000 personnes incarcérées.
Dans les mois précédant l'investiture de Nicolas Maduro réélu, il avait été incité à démissionner par plusieurs États et organisations internationales dont le Groupe de Lima et l'Organisation des États américains (OEA). Cette pression fut accrue après l'investiture du nouveau président du parlement, le député Juan Guaido pour l'État de La Guaira, à partir du 5 janvier 2019,,. Le parlement avait été privé de facto de ses pouvoirs légiférants le 31 juillet 2017 lendemain de l'élection d'une nouvelle Assemblée Constituante, convoqué par décret de Nicolas Maduro, essayant de résoudre la crise institutionnelle et de finalement remplacer le congrès monocaméral.

## Déroulement

### Absence de reconnaissance internationale
L'élection de Maduro avait été saluée par la Chine, la Russie, le Mexique, et les pays intégrant l'Alliance bolivarienne pour les Amériques (ALBA),, mais de nombreux pays et organismes internationaux ont soutenu l'Assemblée nationale dans son rejet de la légitimité de Maduro, dont certains ont coupé leurs relations diplomatiques et d'autres ont appelé à la démission ou à la destitution de Maduro,,,. Ce dernier a aussi rompu les relations diplomatiques avec les États-Unis à cause de Trump qui avait traité Maduro de « dictateur ».
Maduro a répondu à ces accusations en dénonçant « l'impérialisme américain » et a comparé l'ingérence étrangère au colonialisme.

### Cabildoouvert

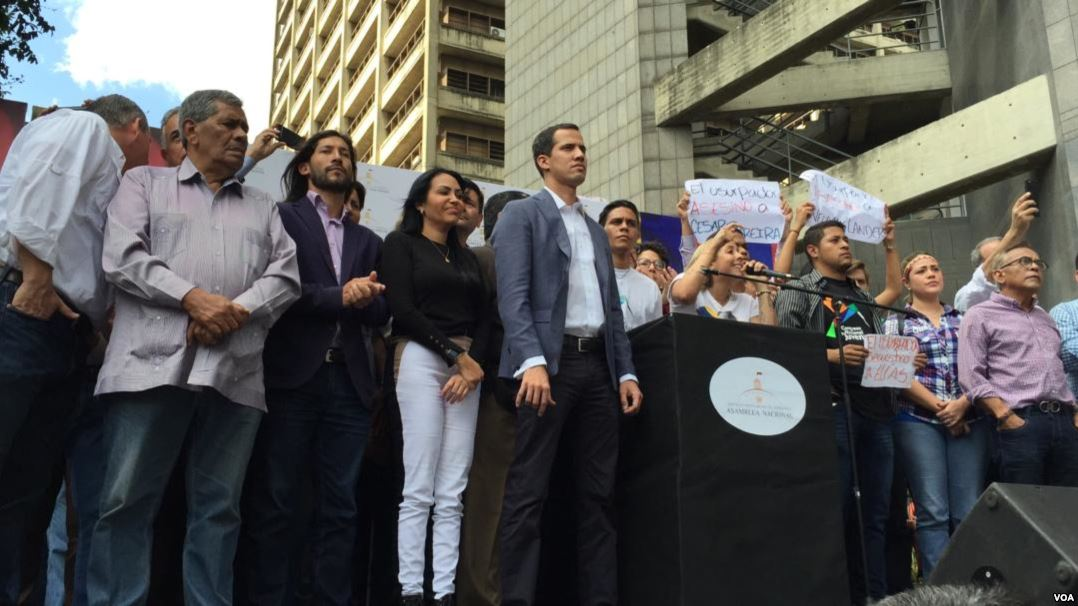
Juan Guaidó entouré de membres de l'opposition lors du cabildo ouvert à Caracas le 11 janvier 2019.

Juan Guaidó, nouvellement élu président de l'Assemblée nationale du Venezuela, a entamé des consultations pour former un gouvernement de transition dès qu'il a pris ses fonctions le 5 janvier 2019. Selon lui, que Maduro commence son mandat le 10 janvier ou non, le Venezuela n'aurait pas de président légitimement élu. Au nom de l'Assemblée nationale, il fut l'un des premiers à dénoncer le maintien de Maduro à la présidence, estimant que le pays avait de facto « sombré dans la dictature » et n'avait plus de dirigeant, et que l'Assemblée nationale se considérait en état d'urgence. C'est dans cette déclaration qu'il a appelé pour la première fois au coup d'État, exhortant « les soldats qui portent leur uniforme avec honneur de faire un pas en avant et de faire appliquer la Constitution », et qu'il a demandé « aux citoyens leur confiance, leur force, et de nous accompagner sur cette route ».
Il a alors annoncé qu'il tiendrait un cabildo ouvert le 11 janvier, qui prit la forme d'un meeting dans les rues de Caracas où l'Assemblée nationale annonça que Guaidó prenait le pouvoir comme lui permettait la Constitution du Venezuela, ainsi qu'un projet de destitution du président Maduro. Le parlement révèle aussi une proposition de loi d'amnistie pour les forces armées, civiles et fonctionnaires qui participent pour « la restauration de l’ordre constitutionnel »,.
Il était aussi prévu lors de ce cabildo ouvert de laisser parler des dirigeants d'autres partis politiques et de syndicats, des femmes et des étudiants. Les dirigeants d'autres partis n'ont pas parlé de leurs dissensions, mais de ce qu'ils considèrent comme la faillite de la révolution bolivarienne qu'ils appellent donc à renverser. Les étudiants ont été représentés par Rafaela Requesens (en) (présidente de la Fédération des centres d'étudiants de l'Université centrale du Venezuela) et Marlon Díaz. Requesens a appelé à l'unité, militant pour que tous les Vénézuéliens de tous bords politiques œuvrent avec les organisations internationales qui les soutiennent à la destitution de Maduro. José Elías Torres, de la Fédération unifiée des travailleurs vénézuéliens, a lu un manifeste de leurs opinions, prêtant son allégeance à Guaidó.
La première réponse de Maduro au cabildo fut de traiter l'opposition de « petits garçons », décrivant Guaidó comme « immature ». Plus menaçante, Iris Varela, ministre des Services pénitentiaires, indiqua qu'elle avait déjà choisi une cellule pour Guaidó, et lui demanda de nommer rapidement un cabinet afin de la laisser se préparer pour eux aussi.

### Dissensions au sein des loyalistes
Un des premiers signes majeurs de l'imminence de la crise fut la défection d'un juge du Tribunal suprême de justice, considéré proche de Maduro, vers les États-Unis, quelques jours à peine avant son investiture à la présidence du 10 janvier. Le juge, Christian Zerpa (es), a annoncé que Maduro était « incompétent » et « illégitime »,,.
S'y ajouta l'annonce par les services de renseignements américains que l'un des proches conseillers de Maduro, son ministre de la Défense Vladimir Padrino Lopez, aurait demandé à Maduro de renoncer à son mandat, menaçant de démissionner s'il ne le faisait pas ; il a toutefois assisté à la cérémonie d'investiture.
Le 26 janvier, le colonel José Luis Silva, attaché militaire à Washington, fait défection. Le 2 février, le général Francisco Yanez, fait à son tour défection. Le jour même, Jonathan Velasco, ambassadeur en Irak, fait également défection. Le 9 février, le colonel Rubén Alberto Paz Jiménez fait de même.
Le général à la retraite Hugo Carvajal fait également défection le 22 février suivant. Quelque 60 soldats en font de même le lendemain. Ils sont environ 600 début mars.

### Déclaration de Guaidó

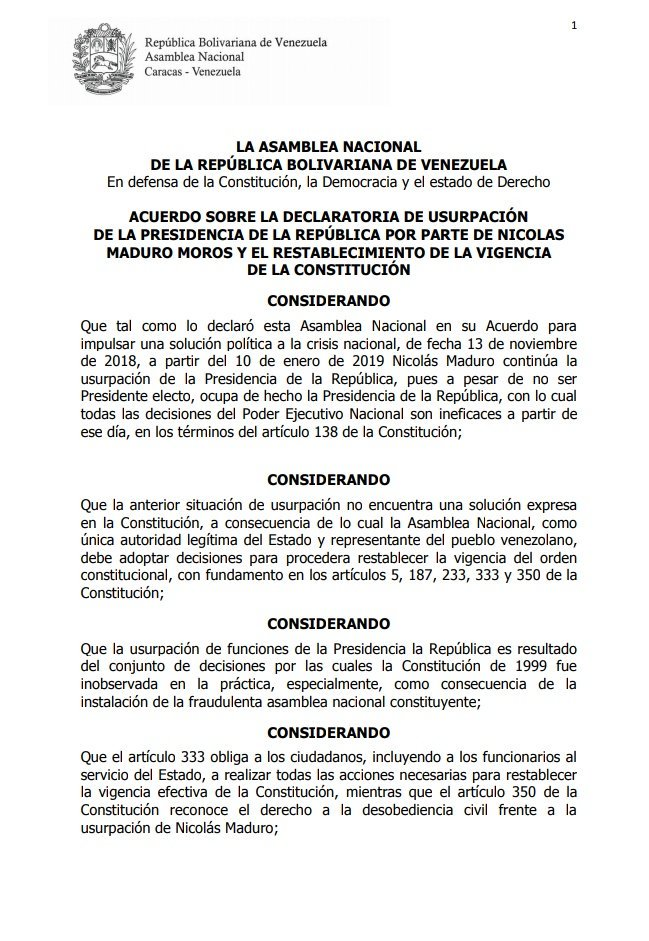
Communiqué du 15 janvier 2019 par l'Assemblée nationale pour signifier une usurpation de la présidence par Nicolás Maduro.

Après le discours de Guaidó, l'Assemblée nationale a publié un premier communiqué de presse selon lequel il était désormais président par intérim. Un second communiqué remplaça le premier et clarifia la position de Guaidó, réaffirmant sa volonté de devenir président par intérim, mais précisant que le pouvoir devait encore être pris. Cette motion n'était pas considérée par eux comme un coup d'État, compte tenu de l'« illégitimité » reconnue de Maduro par plusieurs gouvernements étrangers, et des processus constitutionnels que l'Assemblée nationale suivait, en particulier les articles 233, 333, et 350 de la Constitution vénézuélienne qu'ils invoquent. Le jour-même, Guaidó a reçu une lettre du président du Tribunal suprême de justice vénézuélien en exil, basé au Panama, lui demandant de devenir président par intérim du Venezuela.
Guaidó annonce des manifestations pour le 23 janvier, la date anniversaire de la destitution de Marcos Pérez Jiménez, le dernier dictateur du Venezuela, en 1958. L'Assemblée nationale travaille conjointement avec le mouvement citoyen Frente Amplio Venezuela Libre pour créer un plan d'action pour les manifestations.
L'Organisation des États américains a été la première à saluer cette action, annonçant qu'elle « voyait d'un bon œil la prise de pouvoir par Juan Guaidó comme président par intérim selon l'article 233 de la Constitution politique. Vous avez notre support, celui de la communauté internationale, et celui du peuple vénézuélien ». Plus tard dans la journée, le Brésil et la Colombie ont assuré Guaidó de leur soutien dans son rôle de président par intérim.
Les experts en politique vénézuélienne, comme David Smilde du Washington Office on Latin America, ont suggéré que la situation pourrait mettre en colère Maduro, qui considérait déjà l'Assemblée nationale comme des traîtres depuis qu'ils n'avaient pas assisté à son investiture, et qu'il pourrait arrêter et attaquer ses membres. Un ami de Guaidó a répondu qu'ils étaient au courant des risques, mais qu'ils pensaient que c'était nécessaire au retour de la démocratie.

#### Annonces de soutien
Dans la soirée du 11 janvier et le lendemain, plusieurs pays du Groupe de Lima qui n'avaient pas encore fait de déclarations en leur nom propre commencèrent à les publier. Toutes se rejoignent dans le fait de ne pas reconnaître Maduro comme président, et chacune explicite la position de son gouvernement quant à la querelle territoriale entre le Venezuela et Guyana à propos de la région dite Guyana Esequiba,,. Malgré cela, le gouvernement Maduro, par le biais de plusieurs communiqués de presse vice-présidentiels, prétend que ces pays sont revenus sur leurs déclarations et le soutiennent maintenant,. Les faits le contredisent et les déclarations de non-intervention sont perçues comme des concessions pour éviter des actions brusques de Maduro après des menaces qu'il a porté aux membres du Groupe,. Le ministre vénézuélien des Affaires étrangères Jorge Arreaza déclare que le Venezuela a reçu des notes diplomatiques de quelques membres du Groupe de Lima à propos de la dispute territoriale. Le Panama a réaffirmé les neuf points originels du Groupe de Lima, soulignant des problèmes de droit international. La Colombie a réitéré les résolutions du Groupe, et a affirmé soutenir « la restauration de la démocratie et de l'ordre constitutionnel au Venezuela », précisant qu'ils n'avaient pas de position sur la dispute territoriale.
Le 13 janvier, Arreaza déclare qu'à l'exception du Paraguay et du Canada, auxquels ils donnent 48 heures pour se rétracter, l'ensemble des pays du Groupe de Lima ont rectifié leur position. Le Groupe de Lima, hormis le Mexique qui prône une stricte non-intervention dans les affaires internes du Venezuela, continue de soutenir le gouvernement de transition Guaidó, le ministre des Affaires étrangères du Chili parlant même de « soutien illimité ».
Des entreprises étrangères ont aussi pris l'arrivée d'un gouvernement de transition comme un signe pour cesser les discussions et les négociations avec Maduro. Ce fut notamment le cas du Comité des créditeurs du Venezuela, une banque capable d'offrir des prêts au Trésor, qui n'avait pas réussi à finaliser un accord sur la dette avec Maduro en 2017 et déclare que l'Assemblée est « le seul organe démocratique légitime » du Venezuela ; et des entreprises représentées par l'OFAC, comme PDVSA (la plus grande compagnie pétrolière du pays, sachant que l'industrie pétrolière est la première industrie du pays) et EleCar (es) (qui fournit de l'électricité à Caracas et dans sa région).
À l'échelle nationale, c'est le parti Vente Venezuela (es), par le biais de sa présidente María Corina Machado, qui a rencontré Juan Guaidó le 12 janvier pour l'assurer de son soutien.

#### Brève arrestation de Guaidó et mutinerie au sein de la garde bolivarienne
Le 13 janvier, lors d'un trajet en voiture, des hommes du service bolivarien de renseignement (SEBIN) contrôlé par Maduro, arrêtent Juan Guaidó. Il est libéré une heure plus tard.
Le 16 janvier, l'Assemblée nationale appelle à la « désobéissance », promettant une amnistie aux militaires. Le 17 janvier, des militaires vénézuéliens arrivés au Pérou après s’être évadés de la prison militaire de Ramo Verde en décembre 2019, où ils étaient détenus pour conspiration, répondent à l'appel.
Le 21 janvier, 27 soldats de la garde bolivarienne appellent à ne pas reconnaître le président Maduro. Ils séquestrent 4 soldats loyalistes et volent des armes de guerre dans le poste militaire de Petare (est de Caracas). Puis ils se dirigent vers la caserne de Cotiza (nord de Caracas), où ils tournent des vidéos appelant la population à ne pas reconnaître Maduro et à les soutenir. Les militaires de Cotiza décident de rester du côté du gouvernement, tandis qu'à l'inverse des habitants civils des alentours viennent manifester pour soutenir les insurgés. Les militaires insurgés sont arrêtés le jour même par les soldats loyalistes, tandis que les manifestants civils sont dispersés par la police à l'aide de gaz lacrymogène. Les militaires de Cotiza obligent les journalistes qui couvraient l'événement à effacer les données récupérées, cependant une vidéo d'un affrontement entre la police et les manifestants civils filmée par la télévision colombienne Nuestra Tele Noticias 24 filtre sur Twitter. Les militaires insurgés sont amenés à Fuerte Tiuna, le principal complexe militaire du pays.
Une statue d'Hugo Chávez est brûlée.

#### Autoproclamation de Juan Guaidó
Le 23 janvier 2019, après une grande marche de l'opposition, Juan Guaidó s'autoproclame « président en exercice » du Venezuela et prête serment au cours d'une manifestation organisée à Caracas. Il obtient immédiatement la reconnaissance des États-Unis, du Canada, du Brésil, de la Colombie et du Pérou,, tandis que l'Afrique du Sud continue de soutenir le président Maduro.
Le 29 janvier 2019, la Cour suprême du Venezuela interdit toute sortie du territoire à Juan Guaido, qui s'est auto-proclamé président et qui reconnaît avoir « discuté avec le président » des États-Unis Donald Trump.
Le 2 février, des milliers de manifestants des deux camps sont dans les rues, tandis que Maduro propose des législatives anticipées.

### Blocage de convois humanitaires via la Colombie
Le 6 février 2019, Maduro exprime sa crainte d’acheminement d’armes au Venezuela via des convois humanitaires. L’armée vénézuélienne bloque, de ce fait, le pont frontalier reliant les villes (es) de Tienditas (Venezuela) et de Cúcuta (Colombie). Un député de l’opposition Franklyn Duarte, dénonce ce blocage. Pour Duarte, l’ordre de bloquer l’entrée du convoi humanitaire au Venezuela par la frontière avec la Colombie, vient directement du pouvoir de Nicolás Maduro et de son ministre de la Défense, Vladimir Padrino López.
Selon la politologue Maryhen Jimenez Morales de l'Université d'Oxford, le convoi humanitaire n'est autre qu'un « cheval de Troie envoyé par les alliés de Guaidó pour créer une brèche dans le soutien de l'armée à Maduro ».
Le 8 février, Guaidó dit ne pas exclure de demander une intervention militaire américaine pour renverser le gouvernement si celui-ci continue de bloquer l'entrée de l'aide humanitaire.
Le 22 février, l'homme d'affaires et philanthrope britannique Richard Branson a produit un concert de charité intitulé Venezuela Aid Live (en), en territoire colombien dans le pont qui fait la frontière avec le Venezuela, dans le but de collecter des fonds pour l'aide humanitaire et de sensibiliser le public à la crise au Venezuela. Sous le coup d'une interdiction de quitter le pays, Juan Guaidó traverse la frontière colombienne et assiste à la clôture du concert.

#### Confrontations du 23 février
Le 23 février, un convoi d'aide humanitaire destiné au peuple vénézuélien quitte la ville de Cúcuta, Colombie. Au niveau des frontières avec le Venezuela sur le pont Francisco de Paula de Santander, des confrontations ont lieu entre les militaires vénézuéliens et les volontaires accompagnant le convoi. Les quatre camions du convoi tentent de forcer le passage bloqué par les forces militaires vénézuéliennes. Des incidents éclatent alors entre les deux fronts, les autorités vénézuéliennes lancent des gaz lacrymogènes en direction des manifestants qui ripostent avec des pierres et des cocktails Molotov. Au cours de ces confrontations, deux camions d'aide humanitaire transportant des médicaments et des aliments prennent feu,. Les volontaires sauvent une bonne partie des provisions, qui est par la suite renvoyée en Colombie.
Le même jour, au niveau de la frontière entre le Brésil et le Venezuela, un autre convoi est bloqué par les autorités vénézuéliennes. Les militaires vénézuéliens sont confrontés à la résistance de 2 000 indigènes de Gran Sabana qui se sont rassemblés pour venir en renfort du convoi. Les autorités vénézuéliennes émettent un mandat d'arrêt à l'encontre du maire de Gran Sabana et des chefs de la communauté indigène Pemón, les accusant de rébellion. La Garde nationale vénézuélienne réprime les manifestations, en visant surtout la communauté Pemón, tandis que des groupes paramilitaires attaquent des manifestants, laissant au moins 4 morts et environ 20 blessés,. L’ancien gouverneur, Andrés Velásquez, déclare que 14 personnes ont été tuées. Il explique en outre qu'une grande partie des décès est liée aux conditions précaires des hôpitaux de la région. Des morts et des blessés sont conduits à l'hôpital général Roraima, à Boa Vista au Brésil, où des dossiers médicaux ont par la suite montré qu'ils avaient été blessés par balle.
Un navire transportant de l'aide humanitaire et avec des civils présents à bord en provenance de Porto Rico tente de traverser la frontière maritime avec le Venezuela en direction du port de Puerto Cabello (Venezuela). Cette mission est abandonnée après avoir « reçu des menaces directes de tir de la part de vaisseaux vénézuéliens », selon le gouverneur de Porto Rico,.
Les affrontements à la frontière colombienne se poursuivent du 24 au 25 février entre manifestants et groupes paramilitaires.
Plus de 1 000 militaires vénézuéliens quittent les rangs des forces armées vénézuéliennes et ont traversé la frontière colombienne. Les déserteurs remettent ces armes au gouvernement colombien et attendent les instructions de Juan Guaidó.
La cause de l'incendie qui a brûlé l'aide humanitaire fait l'objet de controverses, des témoins oculaires ayant attribué la cause de l'incendie aux réservoirs de gaz lacrymogènes jetés par les forces de l'ordre vénézuéliennes,,. Les autorités américaines attribuent immédiatement la responsabilité de l'incendie au gouvernement vénézuélien. Le vice-président Mike Pence déclare ainsi que « le tyran dansait à Caracas pendant que ses hommes de main assassinaient des civils et brûlaient de la nourriture et les médicaments destinés aux Vénézuéliens ». La journaliste vénézuélienne Karla Salcedo Flores dénonce le plagiat et la manipulation de ses photos à des fins de propagande par Tele Sur, après que la chaîne a affirmé que des manifestants avaient versé de l'essence sur les camions,. Le député Miguel Pizarro déclare que l'Assemblée nationale dénoncerait l'incendie des camions transportant de l'aide devant la cour pénale internationale, impliquant tacitement que, selon lui, la responsabilité de l'incendie incombe aux autorités vénézuéliennes. Cependant, des images inédites examinées par The New York Times et publiées deux semaines plus tard, contredisent cette version des faits et suggèrent que l'incendie a été déclenché accidentellement par un cocktail Molotov lancé par un manifestant pro-Guaidó. Le ministre des affaires étrangères colombien Carlos Holmes Trujillo qualifie pour sa part devant les Nations unies l'article du New York Times de mensonger et tient le gouvernement vénézuélien pour seul responsable de l'incendie.
Avant son discours, les États-Unis et un certain nombre d'autres pays décident de boycotter le ministre en partant de la salle. Salcedo Flores dénonce de nouveau l'utilisation abusive de ses photos par Arreaza et rejette l'affirmation selon laquelle les photos constitueraient une preuve des crimes présumés commis par les manifestants,. Agence France-Presse (AFP) confirme le plagiat et la manipulation des photos de Salcedo Flores.

#### Retour de Guaido et enquête

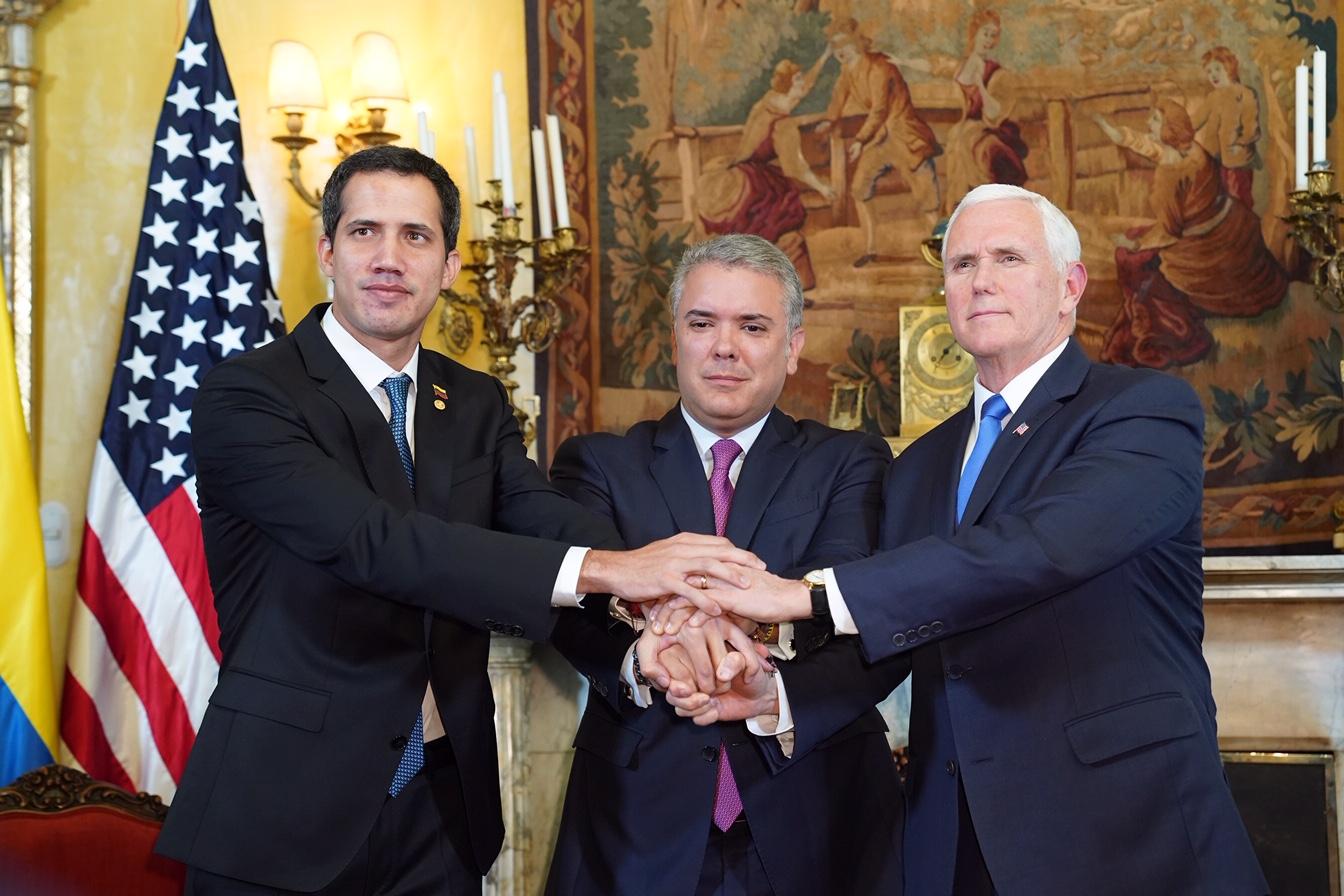
Juan Guaidó, le président de la Colombie Iván Duque et Mike Pence à la réunion du Groupe de Lima (25 février).

Le 4 mars, après une tournée en Amérique latine, notamment en Colombie, au Brésil et en Argentine, Guaidó revient au Venezuela via l'aéroport de Caracas.
Le Contrôleur général du Venezuela, Elvis Amoroso, chargé de veiller à la transparence de l’administration du pays, décide d'« interdire l'exercice de toute fonction élective au citoyen [Juan Guaido] pour la durée maximale prévue par la loi » (15 ans). Le contrôleur, d'après une enquête commencée le 11 février, explique qu'« Il a effectué plus de quatre-vingt-onze voyages hors du territoire pour un coût supérieur à 310 millions de bolivars [quelque 84 000 euros au taux actuel[Quand ?]], sans justifier l’origine de ces fonds ». La constitution dispose que tous les organes et entités du pouvoir public sont soumis au contrôle et à la surveillance du contrôleur.
Guaidó rejette cette sanction en considérant que l'Assemblée nationale est le seul organisme qui peut désigner un contrôleur et considère Amoroso comme illégitime. Le porte-parole des États-Unis, Robert Palladino, déclare que la sanction est « ridicule ». Les gouvernements européens et de l'Amérique latine du Groupe de contact international (CGI) sur le Venezuela ont également condamné la décision du contrôleur. Les juristes constitutionnels Juan Manuel Raffalli (en) et José Vicente Haro estiment que la décision va à l'encontre de l'immunité parlementaire de Guaidó et expliquent que le contrôleur général remplit une fonction administrative et n'est pas compétent pour prendre ce type de décisions sans la validation d'un organisme juridique.

### Pannes d'électricité
Le 7 mars, une panne d'électricité de grande ampleur touche le Venezuela. Une grande partie du pays est dans le noir complet. Le gouvernement dénonce une « guerre de l'électricité » et un « sabotage ». La centrale hydroélectrique de Guri est attaquée d'après le ministre de l'Énergie électrique, Luis Motta. Maduro accuse de son côté les États-Unis en déclarant sur Twitter que « la guerre de l'électricité annoncée et dirigée par l'impérialisme américain contre notre peuple sera mise en échec. Rien ni personne ne pourra vaincre le peuple de Bolivar et de Chávez. Patriotes, unissez-vous! ». Guaidó de son côté tweete « plus de six heures sans lumière à Caracas, c'est un record. Chaos, inquiétude, indignation. Cette panne témoigne de l'inefficacité de l'usurpateur. La renaissance du circuit électrique et celle du pays passent par la fin de l'usurpation »,.
Trois semaines avant la panne, les fonctionnaires du service électrique national Corpoelec ont dénoncé publiquement l'état de négligence avancée des installations et un manque de ressources. Plusieurs fonctionnaires de Corpoelec et experts indépendants considèrent que la panne de mars est le résultat d'années de sous-investissement, de la corruption et de la fuite des cerveaux,,.
Au cinquième jour de la gigantesque panne de courant qui paralyse le pays, le 11 mars, le Parlement décide de placer le Venezuela en état d'alerte. Une récupération progressive du système électrique a été observée dans une partie du pays à la date du 12 mars,. Cependant, la panne persiste encore plusieurs jours après dans certaines régions.
Le 12 mars, Guaidó est visé par une enquête du parquet vénézuélien pour « sabotage » concernant cette panne électrique.

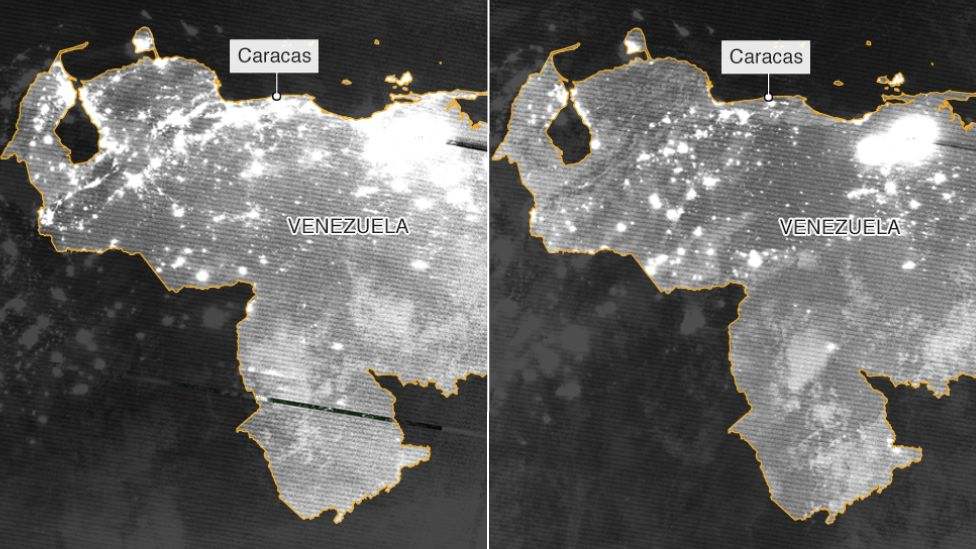
Carte satellitaire du Venezuela avant (gauche) et pendant (droite) la première panne.

Le 21 mars, le député et chef de cabinet de Guaidó, Roberto Marrero, a été arrêté par des agents du Service bolivarien de renseignement national (SEBIN). Le secrétaire d'État des États-Unis, Mike Pompeo a condamné son arrestation et le conseiller à la sécurité nationale des États-Unis John R. Bolton a prévenu que l'arrestation « ne resterait pas sans réponse ». Le groupe de Lima declare qu'il « rejette et condamne énergiquement la détention illégale de Roberto Marrero » et « demande (sa) libération immédiate au régime illégitime et dictatorial de Nicolás Maduro »,. L'ONU a également demandé des « mesures immédiates pour apaiser les tensions » et l'Union européenne a appelé à une libération de l'opposant. La France a insisté sur « l’arrêt de la répression contre l’opposition au régime de Nicolas Maduro ».
Le 25 mars, une nouvelle panne nationale a lieu,. La plupart de villes du pays se récupèrent de la panne trois jours après.
Le 29 mars, une troisième panne nationale a lieu,. Après leur protestations du week-end du 30 et du 31 mars contre la pénurie d'eau et d'électricité persistante, Maduro annonce un plan de rationnement d'électricité de 30 jours,. Des manifestations contre les pénuries d'eau et d'électricité ont été réprimées par les forces policières et par des groupes paramilitaires proches au pouvoir incités par Maduro,.

#### Rapports internationaux sur la crise humanitaire et annonce de l'arrivée de la Croix rouge
Pendant la panne, le Haut-Commissariat des Nations unies aux droits de l'homme (HCDH) dirigé par Michelle Bachelet visite le Venezuela. Le 20 mars devant le Conseil de droits de l'homme, Bachelet exprime sa préoccupation sur les violations de droits de l'homme au Venezuela et la possible déstabilisation de la région. Bachelet a dénoncé les assassinats extrajudiciaires commis par les forces policières vénézuéliennes (FAES) d'environ 205 personnes,. Bachelet a aussi expliqué que les autorités vénézuéliennes ont refusé de reconnaître la gravité de la crise alimentaire et de santé qui a entraîné la crise migratoire depuis 2015. Elle critique également les nouvelles sanctions imposées par les États-Unis au Venezuela : « Je crains que les récentes sanctions sur les transferts financiers liés à la vente de pétrole vénézuélien aux États-Unis puissent contribuer à aggraver la crise économique, avec des répercussions possibles sur les droits fondamentaux et le bien-être des personnes »,.
Le 25 mars, un nouveau rapport des Nations unies est publié sur la situation au Venezuela. Selon le document, plus de 94 % de la population vivait dans la pauvreté en 2018. C'est indiqué aussi que le manque d'accès à l'eau potable a produit la réapparition des maladies comme la tuberculose, l'hépatite A et la diphtérie. Autour de 3,6 millions de personnes habitent comme réfugiés ou migrants dans les pays voisins au Venezuela, un bilan qui augmente de 5 000 personnes par jour.
Le 29 mars, le Mouvement international de la Croix-Rouge et du Croissant-Rouge annonce une première mission au Venezuela dans les deux semaines. Selon Francesco Rocca, président de l'organisation, cette première intervention pourrait aider autour de 650 000 vénézuéliens.
Le 4 avril, dans un rapport conjoint entre le Human Rights Watch et l'école de santé publique de l'Université Johns-Hopkins, appellent aux Nations unies à « diriger une opération humanitaire à grande échelle » au Venezuela dû au « nombre croissant de décès maternels et infantiles, de la propagation incontrôlée de maladies évitables par la vaccination ».

### Avril: Poursuite judiciaire contre Guaidó et l'Opération Liberté
Le 1er avril, le président du Tribunal suprême de justice du Venezuela, Maikel Moreno, demande à l'Assemblée nationale constituante vénézuélienne (ANC), qui est exclusivement composée de partisans de Maduro et non reconnue par l'Assemblée nationale, de lever l'immunité de Guaidó,. Le 2 avril, l'ANC lève l'immunité de Guaidó et autorise les poursuites pénales pour usurpations de fonctions. L'Union européenne condamne la décision prise par l'ANC.
L'administration de Maduro décide le 2 avril de remplacer le ministre de l'Énergie, le général à la retraite Luis Motta Domínguez en poste depuis 2015, par l’ingénieur Igor Gavidia León.
Le 6 avril des nouvelles manifestations appelées par Guaidó ont lieu à Caracas et à l'intérieur du pays. Des dizaines de milliers de personnes protestent contre Nicolás Maduro qu'ils considèrent responsable de la crise économique,. Juan Guaidó se joint aux manifestants à l'est de Caracas. Guaidó considère ces manifestations comme le début d'une nouvelle phase « définitive » qu'il a baptisée l'Opération Liberté, ayant pour objectif de chasser Maduro du pouvoir. À Maracaibo, la deuxième plus grande ville du Venezuela, les forces policières détiennent deux députés d'opposition et répriment violemment les manifestants. Nicolás Maduro convoque également des milliers de partisans devant le palais présidentiel. Maduro relance l'appel pour un grand « dialogue de paix ».
Une autre panne nationale a lieu le 9 avril. Guaidó appelle la population à manifester. Des groupes d'habitants se rassemblent en divers points de la capitale et du pays. Le même jour, Maduro, qui avait toujours nié que la situation actuelle puisse être qualifiée de crise humanitaire, annonce que son gouvernement et le Comité international de la Croix-Rouge (CICR) se sont mis d’accord pour « apporter toute l’aide humanitaire qu’il est possible d’apporter ».
La première cargaison d'aide humanitaire de la Croix Rouge arrive au Venezuela le 16 avril. Elle contient du matériel médical et des groupes électrogènes destinés aux hôpitaux.
Gilber Caro, membre du parlement vénézuélien, est arrêté par le service de renseignements (SEBIN), le 26 avril. « Nous nous élevons contre le fait que la dictature a de nouveau arrêté de manière arbitraire le député @gilbercaro en violation de son immunité parlementaire », ont écrit les députés sur le compte Twitter de l'Assemblée nationale,. Caro et Guaidó sont membres du même parti politique : Volonté populaire (Voluntad Popular).

#### Tentative de soulèvement militaire du 30 avril

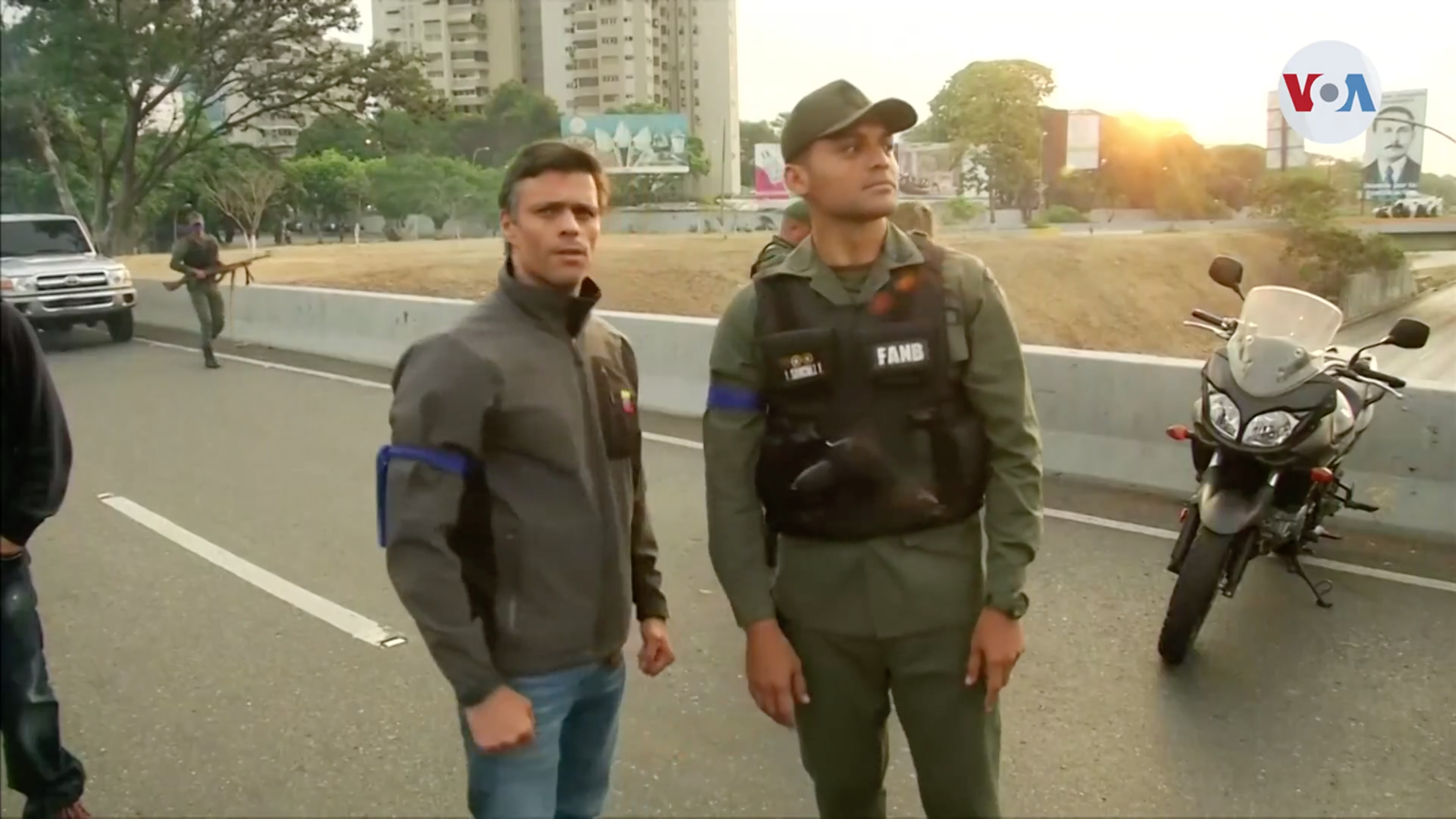
Leopoldo López, à côté d'un soldat pro-Guaidó après avoir été libéré.

Le 30 avril, Leopoldo López, homme politique arrêté en 2014 et en résidence surveillée, est libéré par des militaires pro-Guaido du SEBIN. Guaidó et López se rendent devant la base militaire de La Carlota. Dans une vidéo, accompagné par des militaires vénézuéliens, Guaidó appelle les Vénézuéliens et l'armée à le soutenir pour mettre fin « définitivement à l'usurpation » de Nicolas Maduro. Le ministre de l’intérieur Jorge Rodríguez s'exprime : « Nous informons le peuple du Venezuela qu'en ce moment, nous affrontons et neutralisons un petit groupe de traîtres de l'armée qui a pris position sur l'échangeur autoroutier d'Altamira pour mener un coup d'État ».
Des confrontations ont lieu entre les manifestants pro-Guaidó et les forces pro-Maduro, lors desquelles au moins 69 personnes ont été blessées. Un militaire pro-Maduro aurait été blessé par balle. La télévision locale montre un véhicule blindé foncer sur un groupe de manifestants pro-Guaidó.
L'ambassade du Chili puis celle de l'Espagne à Caracas, accueille Leopoldo López et sa famille,. Vingt-cinq soldats vénézuéliens demandent l'asile à l'ambassade du Brésil. Le président brésilien Jair Bolsonaro réitère son soutien « à la transition démocratique en cours au Venezuela ».
Donald Trump assure que les États-Unis « se tiennent aux côtés du peuple vénézuélien ». John Bolton s'adresse à Vladimir Padrino López, au chef de la garde présidentielle Ivan Hernandez et à Maikel Moreno en disant « Votre heure a sonné. C'est votre dernière chance ». Bolton réaffirme que « toutes les options » étaient sur la table, sans préciser.
Le secrétaire général de l'Organisation des Nations unies Antonio Guterres, se prononce « toutes les parties à éviter de recourir à la violence ». Le Groupe de Lima organise une réunion urgente sur la situation en Venezuela. Cuba, la Bolivie et la Turquie critiquent le « mouvement putschiste » et condamnent « la tentative de coup d’État ».

### Nouvelles manifestations
Le mercredi 1er mai était prévu comme le jour de « la plus grande marche de l'histoire », selon Guaidó. Des milliers de Vénézuéliens se concentrent dans les rues à l'appel de Guaidó. La Garde nationale bolivarienne procède à des tirs de gaz lacrymogènes sur les manifestants qui sont restés en fin d'après-midi. Les services sanitaires reportent 46 blessés et les ONG locales indiquent une manifestante morte après avoir été blessée par balle. Deux manifestants blessés sont décédés le lendemain. Guaidó appelle à une grève générale et à une poursuite des manifestations au Venezuela dans le but de chasser Maduro du pouvoir,.
Maduro avertit « Mardi, une poignée de traîtres happés par la droite putschiste a voulu s’imposer […] Ils ont fui d’ambassade en ambassade, la justice les recherche et bientôt ils iront en prison pour payer leur trahison et leurs délits ». Le 2 mai, Maduro rassemble 4 500 soldats à Caracas dans la cour du fort Tiuna, la principale caserne du pays. Dans son discours devant les militaires, Maduro affirme qu'il « n’hésiterait pas » à l’heure d’incarcérer les « traîtres ».
Le secrétaire d’État des États-Unis Mike Pompeo prévient qu'« une intervention militaire (était) possible. Si c’est nécessaire, c’est ce que feront les États-Unis ». Le ministère des Affaires étrangères de la Russie, Sergueï Lavrov, répond « l’ingérence de Washington dans les affaires du Venezuela est une violation flagrante du droit international » et que « cette influence destructrice n’a rien à voir avec la démocratie ».
Une semaine plus tard, le gouvernement colombien dénonce une incursion non déclarée de militaires vénézuéliens dans son territoire. Maduro annonce qu'« il y a une escalade de déclarations qui pourrait se terminer à la frontière par une escalade militaire des forces criminelles de Colombie contre le Venezuela ».

### Poursuite contre des députés et libération de Simonovis

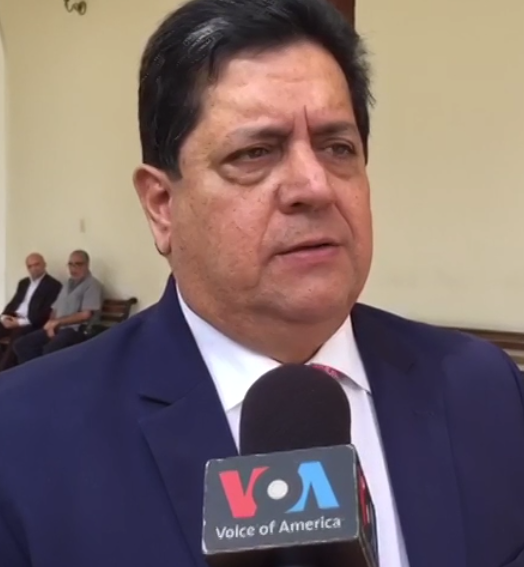
Edgar Zambrano, vice-président de l’Assemblée nationale, arrêté en mai

Le Tribunal Suprême de Justice (TSJ) vénézuélien lance un mandat d’arrêt contre Leopoldo López et lance des poursuites judiciaires contre sept députés de l'Assemblée nationale pour « haute trahison ». L'Assemblée nationale constituante décide d'enlever l'immunité parlementaire des députés poursuivis en justice. Le gouvernement espagnol annonce qu'il ne livrerait pas López aux autorités mais que celui-ci est tenu à un devoir de réserve. Par la suite, sept autres députés sont poursuivis.
Les États-Unis, de leur côté, décident d'enlever les sanctions administratives contre l'ancien chef du SEBIN, Manuel Christopher Figuera, devenu opposant de Maduro pendant le soulèvement.
Le 8 mai, le vice-président de l'Assemblée nationale, Edgar Zambrano, inculpé de trahison par le TSJ, est arrêté par le SEBIN. Juan Guaidó déclare dans une conférence de presse : « Si nous pouvons parler de coup d’état au Venezuela, il est là : le démantèlement du Parlement ». L’Argentine, la Colombie, le Chili, les États-Unis et le Pérou exigent la libération de Zambrano. La porte-parole des affaires étrangères de l’Union européenne, Maja Kocijancic, appelle à « libération immédiate » d’Edgar Zambrano, cette arrestation étant  « une autre violation flagrante de la Constitution du pays ». Deux des députés inculpés, Richard Blanco et Mariela Magallanes, cherchent refuge temporaire dans les ambassades d'Argentine et d'Italie, respectivement.
Le 14 mai, les forces de sécurité bloquent l'entrée de l'Assemblée nationale. La session parlementaire est reportée au lendemain.
En accord avec une « grâce » ordonné par Guaidó, Iván Simonovis (en), ancien chef de renseignements en prison pour sa participation dans le coup d'État de 2002 contre Hugo Chávez, quitte sa résidence surveillée le 16 mars et se dirige vers les États-Unis.

### Médiation en Norvège
Fin mai, des pourparlers entre des représentants de Maduro et Guaidó ont lieu à Oslo en Norvège. Dans une première réunion, les délégations se sont réunies séparément avec les médiateurs norvégiens. Le représentant vénézuélien aux Nations unies, Jorge Valero, précise que le gouvernement de Maduro accepte le dialogue avec « l’opposition démocratique », et non pas avec « les marionnettes de l’empire américain ». Selon Guaidó, le départ de Maduro et des nouvelles élections sont le seul objectif des médiations. C'est la cinquième tentative de négociation entre l'opposition et le gouvernement de Maduro depuis 2013, selon Le Point « toutes soldées par des échecs ».

### Fermeture des ambassades au Canada, ouverture de la frontière colombienne et enquête sur les délégués de Guaidó
Le gouvernement canadien ferme temporairement son ambassade au Venezuela, après que le gouvernement de Maduro ait refusé l'accréditation de diplomates. Le Venezuela ferme aussi son ambassade au Canada en « vertu du principe de réciprocité », indique le ministère vénézuélien des affaires étrangères.
Le 7 juin, Maduro ordonne la réouverture des passages frontaliers avec la Colombie, fermés depuis le 22 février.
Selon un article du journal Panam Post du 14 juin, deux délégués de Guaidó en Colombie, Rossana Barrera et Kevin Rojas, seraient impliqués dans une affaire de malversations de fonds privés destinés aux soldats vénézuéliens qui avaient déserté en février. Guaidó décide de relever les deux délégués de leurs fonctions et demande aux autorités colombiennes d'ouvrir une enquête sur ces accusations.

### Deuxième visite du HCDH et rapport de l'ONU
Après avoir finalisé sa visite du 19 juin, la directrice de HCDH de l'ONU, Michelle Bachelet, appelle à la libération des opposants emprisonnés. Selon l'organisation non gouvernementale Foro Penal, il y a autour de 700 prisonniers politiques au Venezuela, un chiffre contesté par l'administration de Maduro. La Commission de droits de l'homme assigne aussi des délégués dans le pays pour surveiller la situation humanitaire. Michelle Bachelet prononce aussi son soutien aux pourparlers en Norvège.
Le rapport de la commission, publié par l'ONU, précise un grand nombre d'exécutions extrajudiciaires attribuées au FAES, notamment dans les quartiers les plus pauvres. Autour de 1 569 personnes ont été tuées entre le 1er janvier et le 19 mai. Bachelet spécifie que la stratégie de l'administration de Maduro vise « à neutraliser, réprimer et incriminer les opposants politiques et les personnes critiquant le gouvernement » et emploie des « groupes civils armés progouvernementaux, appelés “colectivos” » qui « ont contribué à la détérioration de la situation en exerçant un contrôle social et en aidant à réprimer les manifestations ». Le rapport attribue aux colectivos 52 assassinats pendant les manifestations de 2019. Selon le rapport, les populations indigènes subissent aussi des violations de leurs droits, « notamment les Pemons qui s’étaient opposés au gouvernement ».
Le gouvernement de Maduro dénonce les « innombrables imprécisions, erreurs, décontextualisations et fausses affirmations » du rapport de l'ONU. Le gouvernement affirme que le ministère public serait au courant de 292 affaires survenues entre 2017 et 2019 dans lesquels 388 agents des FAES sont impliqués. Bachelet estime par ailleurs qu'il faudrait « donner une opportunité au gouvernement de mener des réformes, sans fixer de date butoir ».
Le 13 juillet, des milliers de manifestants chavistes protestent contre le rapport Bachelet.

### Annonce d'un putsch déjoué
Le 26 juin, le gouvernement de Nicolás Maduro affirme avoir déjoué une nouvelle tentative de putsch impliquant les États-Unis, le Chili et la Colombie. Guaidó rejette ces allegations devant la presse: « C'est la énième fois et la presse a déjà perdu le compte du nombre de fois où ont été répétées de telles accusations », et appelle encore à l'armée à rompre avec Maduro. Selon Benjamin Delille, correspondant de France 24 à Caracas : « ce genre d’accusation s'est répété quasiment chaque mois de la part de Jorge Rodriguez qui chaque fois s'exprime à la télévision publique vénézuélienne et avec des graphiques et des vidéos pour accuser les États-Unis, la Colombie, le Chili et d'ailleurs quasiment tous les pays latino-américains de droite de tenter de vouloir renverser Nicolas Maduro. Au sein des forces d’opposition, tout le monde accuse Jorge Rodriguez d’avoir inventé cette tentative de coup d'État pour essayer de justifier le maintien de Nicolas Maduro au pouvoir ». Selon Rodríguez, treize personnes, dont le général Miguel Sisco Mora, seraient arrêtées.
Quatre jours après, le capitaine Rafael Acosta Arévalo (es), arrêté pour son implication dans le présumé putsch déjoué, est mort en détention en plein procès. L'administration de Maduro ouvre une enquête, mais ne donne pas une cause de mort. Le Groupe de Lima demande une enquête indépendante à l'Haut-Commissariat des Nations unies aux droits de l'homme sur « l'assassinat ». Juan Guaidó et le gouvernement des États-Unis condamnent le gouvernement de Maduro pour « l'assassinat et la torture » du capitaine. Le 1er juillet, le lieutenant Ascanio Antonio Tarascio et le sergent Estiben Zárate, tous deux membres du service de contre-espionnage, sont arrêtés pour leur responsabilité présumée dans sa mort.

### Médiation à La Barbade et garde-corps de Guaidó arrêtés
Une troisième tentative de négociations avec l'administration de Maduro est annulée par Guaidó après la mort du capitaine Acosta. Il consent à y participer la semaine suivante à La Barbade. Finalement, les deux camps s'accordent sur la mise en place d'un canal de discussion permanent.
Après une semaine de pourparlers à La Barbade, deux garde-corps de Guaidó qui protégeaient sa maison familiale à Caracas sont arrêtés le 12 juillet. Le ministre de l'information, Jorge Rodríguez les accuse de vendre des fusils appartenant à l'état, selon lui, un matériel qui aurait été volé en préparation pour la tentative de soulèvement du 30 avril. Il déclare aussi que les preuves seront apportées pendant la deuxième semaine de dialogues à La Barbade, qui commence le 14 juillet. Guaidó, à l'intérieur du pays, dénonce les arrestations et dit que les armes n'appartenaient pas à son équipe de sécurité.

### Panne de fin juillet, gel des avoirs et suspension du dialogue
Une autre panne d'électricité d'ampleur nationale a lieu le 22 juillet 2019. Le ministre de l'information Jorge Rodríguez attribue la cause à une « attaque électromagnétique ». « Ils essayent de cacher l'ampleur de la tragédie en rationnant tout le pays, mais l'échec saute aux yeux : ils ont détruit le système électrique et n'ont pas de solution » répond Guaidó.
Début août, tous les biens de l'État vénézuélien aux États-Unis sont gelés et les entreprises américaines sont interdites de commercer avec l'administration de Maduro. Après l'adoption de ces nouvelles mesures, la délégation de Maduro demande une suspension temporaire des négociations à La Barbade. Le 12 août, Diosdado Cabello propose l'organisation d'un scrutin en 2019 ou le 1er janvier 2020 pour renouveler l'Assemblée nationale, présidée par Guaidó.
Le 6 septembre, le parquet vénézuélien lance à l'encontre de Guaidó des poursuites pour « haute trahison ».

### Réélection contestée de Guaidó à la tête du Parlement
Le 5 janvier 2020, Guaidó, les médias et les députés d'opposition sont empêchés par la police d'accéder aux locaux du Parlement. Le député d'opposition Luis Parra est élu président du Congrès avec le soutien des députés chavistes et d’une partie de l'opposition, qui l'ont élu à main levée, tandis que Guaidó est réélu par une centaine de députés de l'opposition dans les locaux d'El Nacional. Luis Parra avait été exclu de Primero Justicia en décembre en raison d’une affaire de corruption.
Le lendemain 7 janvier, alors que les forces policières lui faisaient barrage, Guaidó parvient à l'intérieur de l'hémicycle de l'Assemblée et prête serment comme président de l'Assemblée nationale après la fin de la séance présidée par son rival Parra.
Le 12 janvier, une petite manifestation rassemble environ 100 personnes.
Des milliers de manifestants se rassemblent avec Guaidó en tête, le 10 mars. Sa manifestation a comme objectif de récupérer l'Assemblée nationale, mais les forces policières dispersent le cortège et bloquent le chemin,. Un député d'opposition, Renzo Prieto, est arrêté. Maduro organise aussi une contre-manifestation avec des milliers des supporteurs dans le centre de Caracas.
Les États-Unis décident de placer Luis Parra, ses deux vice-présidents ainsi que quatre autres députés d’opposition qui lui sont proches sur leur liste noire. Leurs actifs sont bloqués et ils ne peuvent plus faire affaire avec des entreprises ou des citoyens américains. Les autorités américaines précisent que ces sanctions « pourraient être retirées s'ils se rangeaient aux côtés du peuple vénézuélien et de Juan Guaidó ».
Le 26 mars 2020, Maduro et Cabellos sont inculpés aux États-Unis pour « narco-terrorisme ».
Fin mars 2020, les États-Unis proposent, en échange de la levée des sanctions, la mise en place d'un Conseil d'État composés de membres du Parlement issus des deux camps pour organiser un scrutin législatif et présidentiel dans les six à douze mois, et auquel Guaidó et Maduro pourraient participer. L'Union européenne apporte son soutien à cette proposition.
Mis en cause par le général à la retraite Cliver Alcala, Guaidó est convoqué par la justice vénézuélienne le 2 avril pour des accusations de tentative de putsch et de tentative d'assassinat de Maduro et Cabello après la découverte en Colombie d'un arsenal militaire.

### Pendant la pandémie de Covid-19
Nicolas Maduro demande une aide de 5 milliards de dollars au Fonds monétaire international (FMI), organisme qu'il ne cesse de critiquer par ailleurs, afin de « contribuer significativement au renforcement de nos systèmes de détection et de réponse » au coronavirus. Le FMI refuse, le 18 mars, indiquant qu'une reconnaissance officielle « claire » du gouvernement par la communauté internationale est nécessaire pour obtenir cette aide, ce qui n'est pas le cas depuis la crise présidentielle.
Le 27 mai 2020, l'élection de Luis Parra est validée par le Tribunal suprême de justice, organisme obéissant à Maduro.
Pour combattre le virus, le 1er juin 2020 les administrations de Maduro et de Guaidó signent un accord de coopération avec l’Organisation mondiale de la santé pour combattre la pandémie de Covid-19 au Venezuela.
L'Assemblée nationale devait sélectionner les membres du Conseil national électoral (CNE) avant les élections législatives, mais en juin 2020, le Tribunal suprême de justice (TSJ) nomme les représentants du CNE à sa place. Le TSJ choisit une magistrate ciblée par des sanctions canadiennes à la tête du conseil électoral. L'opposition vénézuélienne, majoritaire à l'Assemblée, qualifie le processus électoral de « farce » et annonce se retirer des élections. Les 16 et 17 juin 2020, le Tribunal suprême de justice décide de remplacer les dirigeants des partis d'opposition Action démocratique et Primero Justicia. Il fait de même le 7 juillet avec ceux de Volonté populaire.
Après la tenue le 6 décembre des élections législatives vénézuéliennes de 2020, la législature sortante issue du scrutin du 6 décembre 2015 décide de se maintenir au pouvoir pour une année supplémentaire sous la forme d'une commission déléguée pour assurer la continuité législative. La nouvelle législature, dominée par le chavisme, s'installe le 5 janvier 2021.

## Censure et contrôle de la presse

### Blocage de Wikipédia
Plusieurs sources signalent que l'accès à Wikipédia depuis le Venezuela est devenu impossible temporairement après que l'article de Juan Guaidó a été mis à jour pour y ajouter sa revendication quant à la présidence par intérim en janvier 2019,,.

### Mesures contre les journalistes
Deux journalistes français de l'émission Quotidien et leur producteur dans le pays sont arrêtés au Venezuela le 29 janvier 2019 par les autorités vénézuéliennes. Ils sont retenus pendant deux jours à l'Hélicoïde de Caracas, le centre du service de renseignements vénézuélien,. Deux journalistes chiliens et deux journalistes de l'agence de presse EFE sont aussi arrêtés et ultérieurement expulsés du pays.
Selon le quotidien français Le Monde, « de nombreux reporters étrangers ont été arrêtés ou expulsés ces dernières années au Venezuela, faute de visa ». Arreaza dénonce le fait que les journalistes étrangers soient entrés dans le pays « sans réaliser auparavant la demande de permis de travail auprès de nos consulats ». Il appelle les médias et agences internationales à « réaliser les démarches indispensables » pour « éviter des inconvénients ».
Un mois après, le 26 février, le journaliste Jorge Ramos avec une équipe d'Univision est invité au palais présidentiel pour réaliser une interview. Nicolas Maduro n'apprécie pas les questions posées et décide de retenir les journalistes pendant plus de deux heures et de confisquer leur matériel et les enregistrements. D'après Ramos, l'entretien est arrêté lorsqu'il montre à son hôte la vidéo d'un enfant qui consomme des déchets. Les journalistes sont expulsés du pays après l'interview. Seize organisations de défense de la liberté d'expression, dont Human Rights Watch et Reporters sans frontières, dénoncent la brève détention de journalistes.
Le 27 février la journaliste suédoise Annika Hernroth-Rothstein (en) s'exprime devant l'Assemblée nationale pour dénoncer l'agression dont elle dit avoir été victime de la part de forces paramilitaires pro-Maduro. Le 18 avril, Rothstein prend un avion pour retourner au Venezuela, mais elle est empêchée d'entrer au pays par les forces de l'ordre vénézuéliennes.
Dans son discours du 20 mars 2019 sur les violations de droits de l'homme au Venezuela, Michelle Bachelet se prononce contre les restrictions sur la liberté d'expression et de presse au Venezuela, utilisées par le régime de Maduro pour poursuivre en justice les journalistes et les politiciens qui ont des opinions contraires,.

### Télévision et radio
Pendant les événements du 30 avril 2019, la diffusion des chaînes CNN International et BBC Monde est suspendu au Venezuela par la Commission nationale des télécommunications (CONATEL). CNN en espagnol n'émettait plus depuis 2017. Radio Caracas Radio (RCR), une radio locale d'information qui existait depuis 69 ans, est aussi suspendue par CONATEL,. L'accès à Internet est aussi affecté.

## Réactions internationales

### Sanctions contre PDVSA

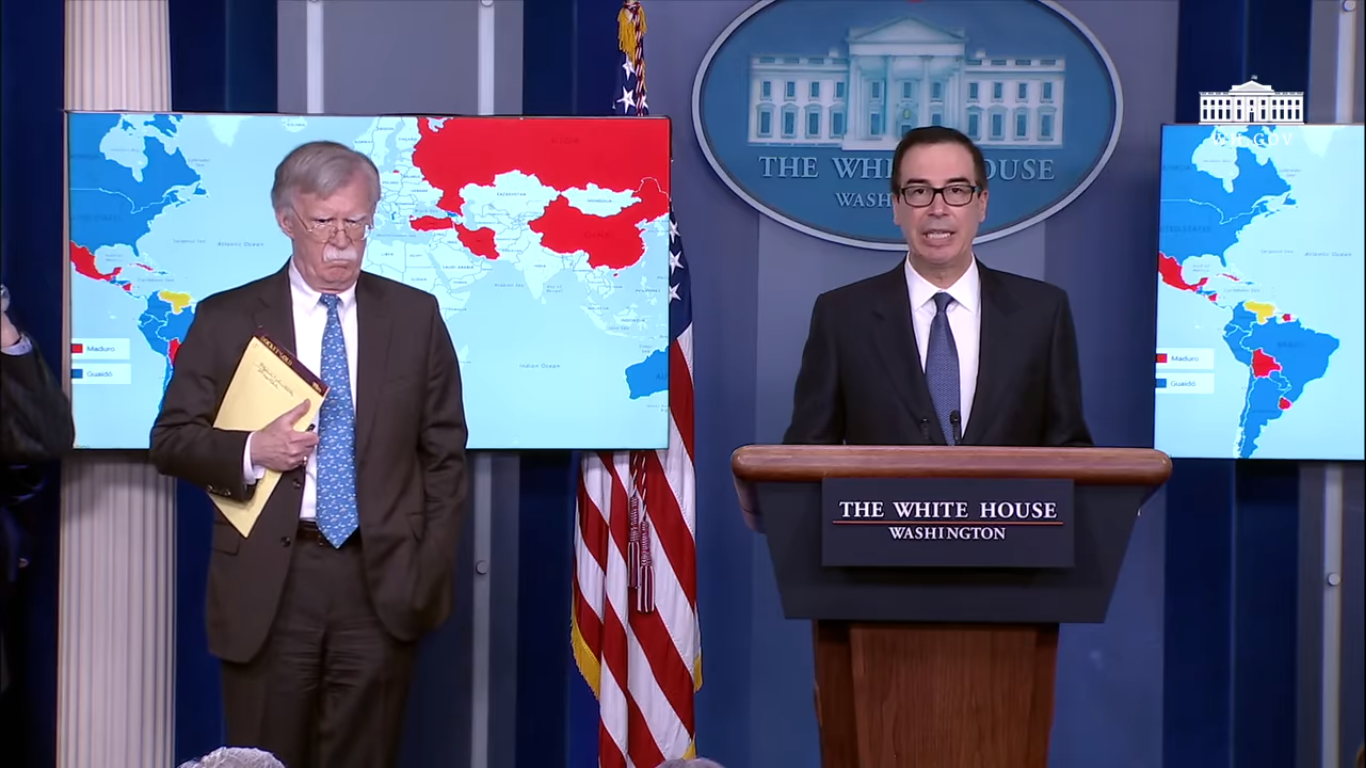
John Bolton et Steve Mnuchin annoncent des sanctions contre PDVSA

En janvier 2019, les États-Unis imposent des sanctions à la société publique de pétrole et de gaz naturel vénézuélienne PDVSA, faisant pression sur Maduro. Les sanctions empêchent PDVSA d’être payée pour ses exportations de pétrole aux États-Unis et gèlent 7 milliards de dollars d’actifs américains de PDVSA. John R. Bolton estime la perte attendue à l'économie vénézuélienne à plus de 11 milliards de dollars en 2019,. Lors d'une interview accordée à Fox Business, Bolton déclare :

« Nous sommes actuellement en pourparlers avec de grandes entreprises américaines. Je pense que nous essayons d'arriver au même résultat final. Cela fera une grande différence pour les États-Unis sur le plan économique si les compagnies pétrolières américaines peuvent vraiment investir dans les capacités pétrolières du Venezuela et les produire »

En février, Maduro ordonne à PDVSA de déménager son bureau européen à Moscou afin de protéger la société à l'étranger des sanctions américaines,. L'Assemblée nationale du Venezuela cherche des moyens d'accéder aux liquidités et aux installations du Venezuela à l'étranger. La compagnie pétrolière russe Rosneft fournit du naphta au Venezuela et continue d’acquérir du pétrole vénézuélien qui, selon elle, provient de contrats en vigueur avant les sanctions imposées par les États-Unis,. La filiale américaine de PDVSA, Citgo, annonce en février qu’elle couperait officiellement les liens avec PDVSA afin de se conformer aux sanctions imposées par les États-Unis au Venezuela et de suspendre les paiements à PDVSA. Guaidó et l'Assemblée nationale nomment un nouveau conseil d'administration Citgo sous la présidence de Luisa Palacios. Guaidó annonce aussi des plans pour la réouverture de l'industrie pétrolière au secteur privé pour relancer l'économie.
Le 5 mars, les États-Unis annoncent des nouvelles sanctions visant 34 navires appartenant au PDVSA et deux compagnies, basées au Liberia et en Grèce, accusées de transporter du brut du Venezuela vers Cuba.

### Sanctions bancaires
Le 17 avril, le Département du Trésor des États-Unis impose des sanctions contre la Banque centrale du Venezuela. Selon le secrétaire au Trésor des États-Unis Steven Mnuchin les sanctions visent à empêcher que la banque centrale soit « utilisée par le régime illégitime de Maduro, qui continue à piller les biens vénézuéliens et à exploiter les institutions gouvernementales pour enrichir des initiés corrompus », il explique aussi « que les transactions courantes par cartes de débit et de crédit puissent continuer et que les transferts d'argent personnels et l'aide humanitaire continuent sans frein pour ceux qui souffrent sous la répression du régime de Maduro ». Maduro qualifie les sanctions d'« illégales et immorales ». John Bolton annonce ces nouvelles mesures entre plusieurs sanctions que visent également Cuba et le Nicaragua. L'Union Européenne et le Canada jugent les sanctions sur Cuba « regrettables ». La commissaire européenne au Commerce, Cecilia Malmström et la cheffe de la diplomatie de l'UE, Federica Mogherini, considèrent un « impact important » sur les entreprises européennes.
Les représentants pro-Maduro du gouvernement vénézuélien sont aussi soumis à des restrictions pour accéder à des fonds dans des banques européennes. La Banque d'Angleterre gèle les avoirs du gouvernement vénézuélien dans les banques du Royaume-Uni.

### Actifs et réserves
Une partie de réserves internationales du Venezuela est constituée de droits de tirage spéciaux (DST), un instrument monétaire géré par le Fonds monétaire international (FMI). Le gouvernement vénézuélien ne livrait plus de statistiques au FMI depuis 2016 et le stock de DST a diminué au cours des dernières années pour atteindre autour de 1 milliard de dollars en 2018. Le 21 mars, le porte-parole du FMI déclare « comme la directrice générale Christine Lagarde l'a dit, nous sommes prêts à aider, une fois que la question de la reconnaissance officielle du gouvernement aura été clarifiée ». Le FMI décide ainsi de geler l'accès du Venezuela à 400 millions de dollars déposés sous forme de DSTs.
Au mois de juin, selon l'agence de presse Reuters, les banques Deutsche Bank et Citibank auraient pris le contrôle de 1,4 milliard de dollars d'or des réserves du Venezuela, en raison du fait que le gouvernement vénézuélien n'aurait pas réussi à rembourser ses dettes financières.

### Présence militaire russe
Le 24 mars, une centaine de militaires et de matériels arrivent au Venezuela provenant de la Russie,. Guaidó dénonce les mesures comme étant anticonstitutionnelles. Le président des États-Unis, Donald Trump exige que la Russie quitte le territoire vénézuélien. Pence considère l'acte provocateur et Pompeo critique le soutien au régime de Nicolas Maduro. À travers la ministre d'information Maria Zakharova, l'état russe réaffirme sa reconnaissance du gouvernement de Maduro. Selon les autorités russes, l'envoi fait partie d'une coopération bilatérale entre les deux pays. Le Figaro compare la situation avec l'intervention militaire de la Russie en Syrie.
La société de technologie russe Rostec annonce l'ouverture au Venezuela de centres d'entraînement au pilotage d'hélicoptères militaires russes. Le 4 avril, le gouvernement vénézuélien exprime sa volonté de renforcer la présence militaire russe dans le pays.

### Reconnaissance internationale

Carte illustrant le soutien à :
Nicolás Maduro ; Juan Guaidó ; l'Assemblée nationale ;
Neutralité ; Venezuela ; Pas de déclaration.

#### Organisations internationales
- Organisation des États américains - Le secrétaire général Luis Almagro félicite, le 23 janvier 2019, la proclamation de Juan Guaidó, et ajoute « il a toute notre reconnaissance pour mener le retour du pays à la démocratie »[222].
- Nations unies - L'organisation s'abstient de toute prise de position, demandant « des négociations politiques inclusives et crédibles » entre les parties impliquées[223].
- Union européenne - Le 31 janvier, les eurodéputés approuvent à la majorité la reconnaissance de Juan Guaidó « comme président par intérim légitime de la République bolivarienne du Venezuela »[224]. Dans cette résolution non contraignante le parlement européen affirme aussi « son soutien sans réserve à l'Assemblée nationale, qui est le seul organe démocratique légitime du Venezuela et dont les pouvoirs doivent être rétablis et respectés »[224].

#### Pays
- Chine - Le porte-parole du ministère des Affaires étrangères déclare : « La Chine soutient les efforts du gouvernement du Venezuela pour maintenir sa souveraineté, son indépendance et sa stabilité », et dénonce une « intrusion dans les affaires internes » du Venezuela, qu'elle estime en partie commise par les États-Unis[225].
- Iran - Le porte-parole du ministère des Affaires étrangères Bahram Ghasemi apporte son soutien à Nicolás Maduro et déclare « La république islamique d'Iran soutient le gouvernement et le peuple du Venezuela contre toute sorte d'intervention étrangère et toute action illégitime ou illégale telle qu'une tentative de coup d'État »[226].
- Turquie - Après la proclamation de Juan Guaidó, le président Recep Tayyip Erdoğan continue d'apporter son soutien à Nicolás Maduro — avec lequel il entretient de bonnes relations depuis plusieurs années — et déclare : « Frère Maduro, garde la tête haute, la Turquie se tient à vos côtés »[227].
- Russie - Avant la proclamation de Juan Guaidó le 23 janvier, le sénateur du Conseil de la fédération Andréi Klímov annonce que le gouvernement russe maintiendra sa reconnaissance de Nicolás Maduro comme président du Venezuela[228]. Après cette proclamation, le ministère des Affaires étrangères réaffirme son soutien et condamne dans un communiqué les déclarations américaines[229]. Entre le 23 et le 25 janvier 2019, des agents de sécurité du Groupe Wagner, une société militaire privée russe, arrivent au Venezuela pour renforcer la sécurité du président Nicolás Maduro[230]. Le 1er mars, le ministre russe des Affaires étrangères, Sergueï Lavrov, s'entretient avec la vice-présidente vénézuélienne, Delcy Rodríguez. La Russie dénonce « un assaut frontal et une ingérence sans vergogne » de plusieurs pays occidentaux qui soutiennent le chef de l'opposition Juan Guaidó. Lavrov ajoute que « la Russie va continuer d'aider les autorités du Venezuela à résoudre les difficultés économiques et sociales, y compris par l'octroi d'aide humanitaire légitime ». Des livraisons de médicaments et de blé pour le Venezuela sont annoncées par la Russie[231].
- Brésil - Le président Jair Bolsonaro manifeste son soutien envers Juan Guaidó via Twitter et déclare : « Le Brésil soutiendra politiquement et économiquement le processus de transition pour que la démocratie et la paix sociale reviennent au Venezuela »[232].
- Colombie - Le président Iván Duque déclare, lors du Forum économique mondial, que son gouvernement reconnaît Juan Guaidó comme président provisoire du Venezuela[233].
- États-Unis - Le président Donald Trump déclare le 23 janvier qu'il reconnaît Juan Guaidó comme président par intérim du Venezuela[234].